# 宮地伝三郎

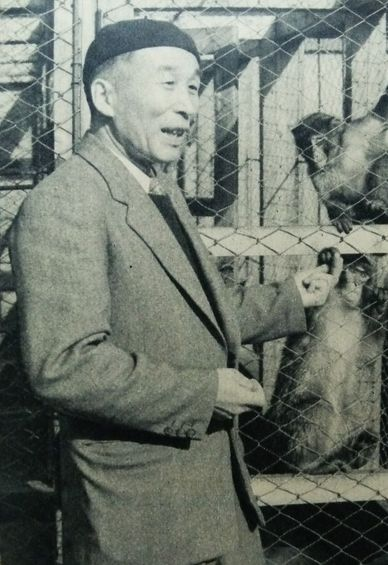
1956年

宮地 傳三郎（みやじ でんざぶろう、1901年1月26日 - 1988年10月21日）は、日本の動物生態学者。京都大学名誉教授。学位は、理学博士（京都帝国大学、1933年）。広島県尾道市生まれ。

## 略歴

### 学歴
- 1925年 - 東京帝国大学理学部動物学科卒業
- 1933年 - 理学博士（京都帝国大学）（学位論文「Studies on the bottom fauna of Japanese lakes（日本湖沼の底棲生物の研究）」）[1]

### 職歴
- 1925年 - 京都帝国大学理学部講師（大津臨湖実験所、1991年生態学研究センターに改組）
- 1936年3月 - 京都帝国大学理学部助教授（瀬戸臨海実験所）
- 1942年4月 - 同教授（動物学教室）
- 1961年4月 - 理学部長（1963年4月まで）
- 1964年
  - 1月 - 定年退官、教授大学名誉教授
  - 日本モンキーセンター所長就任
- 1976年（昭和51年） - 日本モンキーセンター退職

#### 学内における役職
- 京都大学評議員（1945年9月より1947年9月まで）
- 京都大学理学部附属瀬戸臨海実験所所長

#### 学外における役職
- 日本学術会議会員（1959年11月より）
- 日本学術会議第四部幹事（1960年1月より）
- 日本生態学会会長（1960年8月より1971年11月まで）
- 日本モンキーセンター所長（1964年より1976年まで）
- 淡水生物研究所所長

## 学者としての功労
学術上の功績
主に、湖沼、河川など淡水に棲息する水棲生物の生物相の解明から、底生生物群集の研究、生物指標を用いて湖沼型の分類を日本で行った。
後進の育成
第二次世界大戦後は生理生態学講座の教授として、後進の研究体制を支援する体制を確立し、多くの研究者を育てた。たとえば今西錦司を中心とした伊谷純一郎などによるニホンザルの研究、およびそれを含む哺乳類社会の研究なども彼の元で行われたもので、日本モンキーセンターの設立に大きな力になった。
皇室との関係
1951年（昭和26年）3月28日、皇居に招かれ生物分類学の合同進講、座談会形式の意見交換会に出席した。

## 主な研究
- 内湾のベントス（底生生物（海洋、湖沼、河川などの水底に生活する動物の総称））群集を中心とする類型化の研究
- 河川における魚類の生息状態、特にアユの縄張りの研究
- ニホンザルの社会構造の解析

## 受章歴・叙勲歴
- 毎日出版文化賞（1960年） 受賞作『アユの話』
- 朝日賞（1968年度）
- 紫綬褒章（1968年）
- 勲二等瑞宝章（1971年）
- 中日文化賞（第24回、1971年） 受賞理由「霊長類研究と普及活動」[3]
- 従三位（1988年）

## 学問的継承者
宮地が定年退官後、京都大学の教室は京大出身で九州大学助教授であった森下正明が引き継いだ。
その森下正明が定年退官後、川那部浩哉が引き継いだ。杉山幸丸も宮地の流れを汲んでいる。

## 著書

### 単著
- 宮地伝三郎『大連市上水道水源地の底棲生物』[出版者不明]、1940年。 NCID BB03212855。
- 宮地伝三郎『動物通信簿 : 随筆』光文社、1957年。 NCID BN13595562。
- アユの話 岩波新書、1960 のち同時代ライブラリー
  - 宮地伝三郎『アユの話』岩波書店 岩波新書 青-386、1960年。 NCID BN01795644。
  - 宮地伝三郎『アユの話』岩波書店 同時代ライブラリー 192、1994年。 NCID BN11055236。
- 宮地伝三郎『動物生態学』朝倉書店、1961年。 NCID BN02657114。
- 宮地伝三郎『淡水の動物誌』朝日新聞社 コンパクト・シリーズ 29、1963年。 NCID BN09759804。
- 宮地伝三郎『サルの話』岩波書店 岩波新書 青-603、1966年。 NCID BN01802182。
- 宮地伝三郎『動物社会 : 人間社会への道標』筑摩書房 筑摩総合大学 4、1969年。 NCID BN02254377。
- 宮地伝三郎『原色日本淡水魚類図鑑』保育社 保育社の原色図鑑 32、1970年。 NCID BN02527709。
- 宮地伝三郎『宮地伝三郎動物記 全5巻』筑摩書房、1972-1973。 NCID BN0244329X。
  - 宮地伝三郎『十二支動物誌』筑摩書房 宮地伝三郎動物記 / 宮地伝三郎著 1、1972年。 NCID BN02443267。
  - 宮地伝三郎『なわばり』筑摩書房 宮地伝三郎動物記 / 宮地伝三郎著2、1973年。 NCID BN02443336。
  - 宮地伝三郎『順位』筑摩書房 宮地伝三郎動物記 / 宮地伝三郎著3、1973年。 NCID BN0244337X。
  - 宮地伝三郎『本能と文化』筑摩書房 宮地伝三郎動物記 / 宮地伝三郎著 4、1973年。 NCID BN02443405。
  - 宮地伝三郎『自然との対話』筑摩書房 宮地伝三郎動物記 / 宮地伝三郎著5、1973年。 NCID BN0244345X。
- 宮地伝三郎『動物の社会と人間の社会』富山県教育委員会 精神開発叢書 39、1975年。 NCID BN14216295。
- 宮地伝三郎『生物学の視座から』人文書院、1980年9月。 NCID BN00716405。
- 宮地伝三郎『俳風動物記』岩波書店 岩波新書 黄-268、1984年。 NCID BN00264267。
- 宮地伝三郎『十二支動物誌』筑摩書房 ちくま文庫、1986年。 NCID BN09886517。
- 宮地伝三郎『岩魚百態』筑摩書房 渓流の本 3、1987年。 NCID BN09589227。
- 宮地伝三郎『山女魚百態』筑摩書房 渓流の本 2、1987年。 NCID BN09589271。
- 宮地伝三郎『香魚百態』筑摩書房 渓流の本 1、1987年。 NCID BN09589329。

### 共編著
- 吉津良恭、川村多実二、宮地伝三郎『原色圖解熱帶魚の飼育と観賞』アルス、1934年。 NCID BN15323053。
- 上野益三、宮地伝三郎『上高地及び梓川水系の水棲動物 . 附信州の魚類』岩波書店、1935年。 NCID BN13021665。
- 宮地伝三郎 著、宮地伝三郎 編『有用動物學』朝倉書店、1953年。 NCID BN08633844。
- 森主一、宮地伝三郎 著、宮地伝三郎 編『動物の生態』岩波書店 岩波全書 179、1953年。 NCID BN02894834。
- 宮地伝三郎 著、宮地伝三郎 編『ダーウィニズムと現代の諸科学 : 進化論100年記念』理論社、1958年。 NCID BN10516785。
- 宮地伝三郎、川那部浩哉、水野信彦『原色日本淡水魚類図鑑』保育社 保育社の原色図鑑 32、1963年。 NCID BN02527822。
- 森主一、宮地伝三郎『動物の生態 第10刷』岩波書店 岩波全書 179、1964年。 NCID BA60285503。
- 宮地伝三郎、川那部浩哉、水野信彦『原色日本淡水魚類図鑑 改訂版』保育社 保育社の原色図鑑 32、1965年。 NCID BN03179186。
- 宮地伝三郎、川那部浩哉、水野信彦『原色日本淡水魚類図鑑 全改訂新版』保育社 保育社の原色図鑑 32、1976年。 NCID BN01424653。
- 宮地伝三郎、佐藤春雄、朝日稔『全集日本動物誌 3』講談社、1982年7月。 NCID BN06286954。
- 宮地伝三郎、佐藤春雄、朝日稔『アユの話 . はばたけ朱鷺 . 日本の哺乳動物』講談社 全集日本動物誌 3、1982年。 NCID BN06286954。
- 宮地伝三郎、増井光子、林良博『不思議な動物本能』リブリオ出版 いきいきトーク知識の泉 : 大きな活字で読みやすい本 . 著名人が語る〈考えるヒント〉 ; 9、1997年。 NCID BA3497211X。

### 訳書
- セーレル・エイマール、アーブン・ドボア 著、宮地伝三郎 訳、タイムライフブックス編集部 編『霊長類』時事通信社 ライフネーチュアライブラリー、1966年。 NCID BN06590784。
  - この書は以降以下の書まで改訂版が出ている。
- セーレル・エイマール、アーブン・ドボア（著） 著、宮地伝三郎 訳、タイムライフブックス編集部 編『霊長類 タイムライフブックス ライフネーチュアライブラリー』1980年。 NCID BN08083583。

## 論文
- 国立情報学研究所収録論文 国立情報学研究所